# Hirvivaara
Hirvivaara är ett naturreservat i Övertorneå kommun i Norrbottens län.
Området är naturskyddat sedan 2009 och är 1 kvadratkilometer stort. Reservatet omfattar toppen och branter på sydvästra sidan av berget. Reservatet består av gran och tall men även lövträd som vårtbjörk och asp. 